# Patrick Suppes
Patrick Suppes (Tulsa, 17 de março de 1922 - 17 de novembro de 2014) foi um matemático e filósofo estadunidense.

## Carreira
Após estudar matemática e filosofia na Universidade de Oklahoma, Universidade de Tulsa e Universidade de Chicago, Suppes tornou-se professor de teoria da ciência da Universidade Stanford.
Em 1962 foi palestrante convidado (Invited Speaker) no Congresso Internacional de Matemáticos em Estocolmo (The learning of mathematical concepts). Em 1999 apresentou a Tarski Lectures.

## Trabalho

### Aprendizagem assistida por computador
Na década de 1960, Suppes e Richard C. Atkinson (o futuro presidente da Universidade da Califórnia) conduziram experimentos usando computadores para ensinar matemática e leitura para crianças em idade escolar na área de Palo Alto. O Programa de Educação de Stanford para Jovens Superdotados e a Computer Curriculum Corporation (CCC, agora chamada Pearson Education Technologies) são descendentes indiretos desses primeiros experimentos. Em Stanford, Suppes foi fundamental para incentivar o desenvolvimento de empresas de alta tecnologia que estavam surgindo no campo de software educacional na década de 1990 (como Bien Logic).
Um computador usado nos experimentos de Instrução Assistida por Computador (CAI) de Suppes e Atkinson foi o IBM 1500 Instructional System especializado. Semeado por uma bolsa de pesquisa em 1964 do Departamento de Educação dos EUA para o Instituto de Estudos Matemáticos em Ciências Sociais da Universidade de Stanford, o sistema IBM 1500 CAI foi inicialmente prototipado na Brentwood Elementary School (Ravenswood City School District) em East Palo Alto, Califórnia por Suppes. Os alunos usaram o sistema pela primeira vez em 1966.
O programa Dial-a-Drill da Suppes era uma interface de telefone touchtone para o CAI. Dez escolas ao redor de Manhattan estavam envolvidas no programa que dava três aulas por semana por telefone. O Dial-a-Drill ajustou a rotina para os alunos que responderam duas perguntas incorretamente. O sistema entrou em operação em março de 1969. Telefones Touchtone foram instalados nas casas das crianças participantes do programa. Trabalhadores de campo informaram os pais sobre os benefícios do programa e coletaram feedback.

### Teoria da decisão
Durante as décadas de 1950 e 1960, Suppes colaborou com Donald Davidson na teoria da decisão, em Stanford. Seu trabalho inicial seguiu linhas de pensamento que haviam sido antecipadas em 1926 por Frank P. Ramsey, e envolveu testes experimentais de suas teorias, culminando na monografia de 1957 Decision Making: An Experimental Approach. Comentaristas como Kirk Ludwig traçam as origens da teoria da interpretação radical de Davidson até seu trabalho formativo com Suppes.

## Publicações
- Introduction to Logic - 1957/1999.
- Logic and Probability in Quantum Mechanics Synthese Library, No 78., (Editor P. Suppes) - 1975.
- Axiomatic Set Theory. Dover (1972) - 1960.
- Probabilistic Metaphysics, Blackwell Pub, Nova edição - Outubro 1986.
- Patrick Suppes: Scientific Philosopher, P. Humphreys, Editor, Synthese Library (Springer-Verlag) - 1994.
  - Vol. 1: Probability and Probabilistic Causality.
  - Vol. 2: Philosophy of Physics, Theory Structure and Measurement, and Action Theory.
- Representation and Invariance of Scientific Structures, CSLI/University of Chicago Press - 2001.
- A First Course in Mathematical Logic (com Shirley Hill), Dover - 1964/2002.
- Foundations of Measurement (com R. Duncan Luce, David Krantz e Amos Tversky), Vols. 1-3. Dover - 1972/2007.

## Prêmios
- Prêmio Lauener 2004.